# آرون تیپین
 آرون دوپری تیپین (به انگلیسی: Aaron Dupree Tippin) (زادهٔ ۳ ژوئیه ۱۹۵۸) خواننده، ترانه‌سرا و تهیه‌کنندهٔ موسیقی کانتری است. آهنگ «باید برای چیزی بایستی» در جریان جنگ خلیج فارس بین سربازان آمریکایی به‌شکل یک سرود ملی درآمده‌بود. در پی حوادث یازدهم سپتامبر آمریکا او ترانه ملی و وطن‌پرستانه خودش «جایی که پرچم امریکا و عقاب پرواز می‌کنند» را منتشر کرد. آرون تاکنون ۹ آلبوم استودیویی داشته‌است.

## سال‌های آغازین
آرون تیپین در پنساکولای ایالت فلوریدا متولد شد و در ترَوِلِرْز رِست در جنوب کالیفرنیا جایی که به دبیرستان Blue Ridge رفت، بزرگ شد. در سال ۱۹۷۰ او زندگی خود را بر اساس خوانندگی با اجراهای خود در بارهای عمومی مختلف در شهر شروع کرد. در سال ۱۹۸۶ در رقابتهای استعدادشناسی شبکه تی‌اِن‌اِن شرکت کرد و آهنگی در آنجا سرود و بعد در سال ۱۹۸۷ به نشویل نقل مکان کرد. در طول این مدت او آهنگ‌هایی برای گروههای دِ گینگزمِن، دیوید بال، مارک کالی و چارلی پراید سرود. او شبها در در «لوگان آلومینیوم» در لوگان کانتری، کنتاکی کار می‌کرد و روزها را با ۶۰ مایل رانندگی در نشویل برای نوشتن آهنگ‌ها میگذراند.

## زندگی حرفه‌ای

### ۱۹۹۱ تا ۲۰۰۶
تیپین اولین کار خود را در یک کلوپ شبانه در سال ۱۹۹۰ برگزار کرد و توانست به همان وسیله قراردادی را با آرسی‌اِی امضا کند. اولین کار او به نام «آهنگ باید برای چیزی بایستی» در سال ۱۹۹۱ عرضه شد. این آهنگ با این پیغام که باید برای اعتقادات شخصیت بایستی برای سربازان در جنگ خلیج فارس به عنوان سرود ملی خوانده شد و توانست به شماره ۶ در جدول بهترینها راه پیدا کند. همچنین این آهنگ در آلبوم سال ۱۹۹۱ او به نام Debut آورده شد. این آلبوم در آمریکا به صورت جالبی درخشید و ترانه‌های این آلبوم به رتبه‌های مناسبی در جدول‌های فروش رسیدند، مثلاً آهنگ «در تعجبم که چه قدر از تو دور است»  رتبهٔ ۴۰ و ترانهٔ «او از من یک خاطر ساخت» رتبهٔ ۵۴ را از آن خود کرد.
دومین آلبوم تیپین به نام خواندن در میان خط‌ها در سال ۱۹۹۲ عرضه شد. اولین ترانهٔ این آلبوم به نام «هیچ چیز آن رادیو خراب نیست» به پرفروشترین ترانهٔ روز تبدیل شد و ۳ هفته جایگاه خود را حفظ کرد.
همچنین آهنگ‌های دیگر او مانند «من با یک قلب شکسته به‌دنیا آمدم»، «به‌هر روی من این را نخواهم داشت» و «فرشتهٔ غمگین من» توانستند رتبه‌های ۵، ۳۸ و ۷ را در جدول بهترین‌ها از آن خود کنند.
در سال ۱۹۹۳ سومین آلبوم او به نام «Call of the Wild» (مرا وحشی بخوان) عرضه شد.
در سال ۱۹۹۵ آرون با تیا تیپین ازدواج کرد و پس از آن همراه با مدیر برنامه‌های‌ش و تیا کمپانی تیپین به نام «تیپ تاپ انترتیینمنت» را تأسیس کردند.
در سال ۱۹۹۸ تیپین با لیبل «لیریک استریت رکوردز» شروع به هم‌کاری کرد و اولین تک‌آهنگ او برای این لیبل «For You I Will» بود و در همان سال آلبوم چیزی که این کشور لازم دارد را منتشر کرد.
در سال ۲۰۰۰ تک‌آهنگ «این را ببوس» را عرضه کرد و یکسال بعد در ۲۰۰۱ به خاطر حوادث یازدهم سپتامبر آمریکا، ترانه ملی و وطن پرستانه خودش «جایی که پرچم امریکا و عقاب پرواز می‌کنند» را روانهٔ بازار کرد.
آخرین آلبوم تیپین برای این لیبل به نام جمعه بیا بود که رتبه ۴۲ را در آمریکا از خود کرد.

### ۲۰۰۶ تاکنون
در سال ۲۰۰۶ او شرکت نشر موسیقی خودش را با نام Nippit Records تأسیس کرد و اولین آلبوم‌اش زیر نام این لیبل را با نام آرون تیپین حالا و بعد عرضه کرد.
تیپین در سال ۲۰۰۸ قراردادی را با «کانتری کراسینگ رکوردز» به امضاء رساند. اولین آلبوم او با این لیبل تحت نام در اضافه‌کاری در فوریه سال ۲۰۰۹ منتشر شد.

## آلبوم‌ها
- ۱۹۹۰ - You've Got To Stand For Something (باید برای چیزی بایستی)
- ۱۹۹۲ - Read Between The Lines (خواندن میان خطها)
- ۱۹۹۳ - Call Of The Wild (صدا زدن دیوانه)
- ۱۹۹۴ - Lookin' Back At Myself (نگاه کردن به خودم)
- ۱۹۹۵ - Tool Box (جعبه ابزار)
- ۱۹۹۸ - What This Country Needs (چیزی که این کشور لازم دارد)
- ۲۰۰۰ - People Like Us (مردمانی مانند ما)
- ۲۰۰۳ - Stars & Stripes (پرچم آمریکا)
- ۲۰۰۴ - Ultimate Aaron Tippin (آرون تیپین نهایی)
- ۲۰۰۶ - Now & Then (حالا و هر وقت)
- ۲۰۰۹ - In Overdrive (در اضافه‌کاری)